# Sicyonia typica
Sicyonia typica är en kräftdjursart som först beskrevs av Boeck 1864.  Sicyonia typica ingår i släktet Sicyonia och familjen Sicyoniidae. Inga underarter finns listade i Catalogue of Life.